# Communauté de communes du Pays de Bitche
La communauté de communes du Pays de Bitche (CCPB) est une communauté de communes française, située dans le département de la Moselle en région Grand Est.

## Histoire
La communauté de communes du pays de Bitche est née le 15 décembre 2009, par arrêté préfectoral du 2 décembre 2009, de la fusion des trois communautés de communes de Bitche et environs, de Volmunster et du Pays du Verre et du Cristal.
En application de la loi NOTRe, la communauté de communes de Rohrbach-lès-Bitche, trop petite, est contrainte de fusionner avec la communauté de communes du Pays de Bitche,. Cette fusion est effective à partir du 1er janvier 2017.
Sur les 111 communes du Parc naturel régional des Vosges du Nord, 36 se trouvent dans la communauté de communes du pays de Bitche.

## Composition
La communauté de communes est composée des 46 communes suivantes :
dont 36 membres du parc naturel régional des Vosges du Nord
| Nom                     | Code Insee | Gentilé              | Superficie (km2) | Population (dernière pop. légale) | Densité (hab./km2) |
| ----------------------- | ---------- | -------------------- | ---------------- | --------------------------------- | ------------------ |
| Bitche (siège)          | 57089      | Bitchois             | 41,13            | 4 899 (2022)                      | 119                |
| Achen                   | 57006      | Achenois             | 12,12            | 970 (2022)                        | 80                 |
| Baerenthal              | 57046      | Baerenthalois        | 39,19            | 742 (2022)                        | 19                 |
| Bettviller              | 57074      | Bettvillerois        | 18,41            | 819 (2022)                        | 44                 |
| Bining                  | 57083      | Biningeois           | 15,91            | 1 173 (2022)                      | 74                 |
| Bousseviller            | 57103      | Boussevillerois      | 4,01             | 115 (2022)                        | 29                 |
| Breidenbach             | 57108      | Breidenbachois       | 10,89            | 310 (2022)                        | 28                 |
| Éguelshardt             | 57188      | Éguelshardtois       | 16,8             | 443 (2022)                        | 26                 |
| Enchenberg              | 57192      | Enchenbergeois       | 9,73             | 1 210 (2022)                      | 124                |
| Epping                  | 57195      | Eppingeois           | 10,65            | 566 (2022)                        | 53                 |
| Erching                 | 57196      | Erchingeois          | 6,76             | 418 (2022)                        | 62                 |
| Etting                  | 57201      | Ettingeois           | 7,06             | 714 (2022)                        | 101                |
| Goetzenbruck            | 57250      | Gœtzenbruckois       | 8,12             | 1 464 (2022)                      | 180                |
| Gros-Réderching         | 57261      | Gros-Réderchingeois  | 15,73            | 1 273 (2022)                      | 81                 |
| Hanviller               | 57294      | Hanvillerois         | 8,66             | 189 (2022)                        | 22                 |
| Haspelschiedt           | 57301      | Haspelschiedtois     | 25,2             | 292 (2022)                        | 12                 |
| Hottviller              | 57338      | Hottvillerois        | 8,36             | 505 (2022)                        | 60                 |
| Lambach                 | 57376      | Lambachois           | 5,54             | 475 (2022)                        | 86                 |
| Lemberg                 | 57390      | Lembergeois          | 10,94            | 1 427 (2022)                      | 130                |
| Lengelsheim             | 57393      | Lengelsheimois       | 5,3              | 189 (2022)                        | 36                 |
| Liederschiedt           | 57402      | Liederschiedois      | 5,99             | 117 (2022)                        | 20                 |
| Loutzviller             | 57421      | Loutzvillerois       | 3,22             | 152 (2022)                        | 47                 |
| Meisenthal              | 57456      | Val-Mésangeois       | 6,36             | 641 (2022)                        | 101                |
| Montbronn               | 57477      | Montbronnois         | 14,99            | 1 583 (2022)                      | 106                |
| Mouterhouse             | 57489      | Mouterhousiens       | 42,6             | 273 (2022)                        | 6,4                |
| Nousseviller-lès-Bitche | 57513      | Noussevillerois      | 4,86             | 155 (2022)                        | 32                 |
| Obergailbach            | 57517      | Obergailbachois      | 8,99             | 270 (2022)                        | 30                 |
| Ormersviller            | 57526      | Ormersvillergeois    | 7,3              | 383 (2022)                        | 52                 |
| Petit-Réderching        | 57535      | Petit-Réderchingeois | 11               | 1 416 (2022)                      | 129                |
| Philippsbourg           | 57541      | Philippsbourgeois    | 23,71            | 615 (2022)                        | 26                 |
| Rahling                 | 57561      | Rahlingeois          | 21,3             | 720 (2022)                        | 34                 |
| Reyersviller            | 57577      | Reyersvillerois      | 8,32             | 380 (2022)                        | 46                 |
| Rimling                 | 57584      | Rimlingeois          | 13,26            | 631 (2022)                        | 48                 |
| Rohrbach-lès-Bitche     | 57589      | Rohrbachois          | 13,28            | 2 290 (2022)                      | 172                |
| Rolbing                 | 57590      | Rolbingeois          | 5,97             | 259 (2022)                        | 43                 |
| Roppeviller             | 57594      | Roppevillerois       | 13,77            | 96 (2022)                         | 7                  |
| Saint-Louis-lès-Bitche  | 57619      | Ludoviciens          | 4,53             | 463 (2022)                        | 102                |
| Schmittviller           | 57636      | Schmittvillerois     | 2,33             | 335 (2022)                        | 144                |
| Schorbach               | 57639      | Schorbachois         | 13,36            | 541 (2022)                        | 40                 |
| Schweyen                | 57641      | Schweyenois          | 11,35            | 319 (2022)                        | 28                 |
| Siersthal               | 57651      | Siersthalois         | 10,51            | 644 (2022)                        | 61                 |
| Soucht                  | 57658      | Souchtois            | 10,75            | 1 024 (2022)                      | 95                 |
| Sturzelbronn            | 57661      | Sturzelbronnois      | 32,51            | 168 (2022)                        | 5,2                |
| Volmunster              | 57732      | Volmunsterois        | 14,91            | 774 (2022)                        | 52                 |
| Waldhouse               | 57738      | Waldhousiens         | 6,58             | 350 (2022)                        | 53                 |
| Walschbronn             | 57741      | Walschbronnois       | 10,11            | 392 (2022)                        | 39                 |

### Établissements publics de coopération intercommunale limitrophes

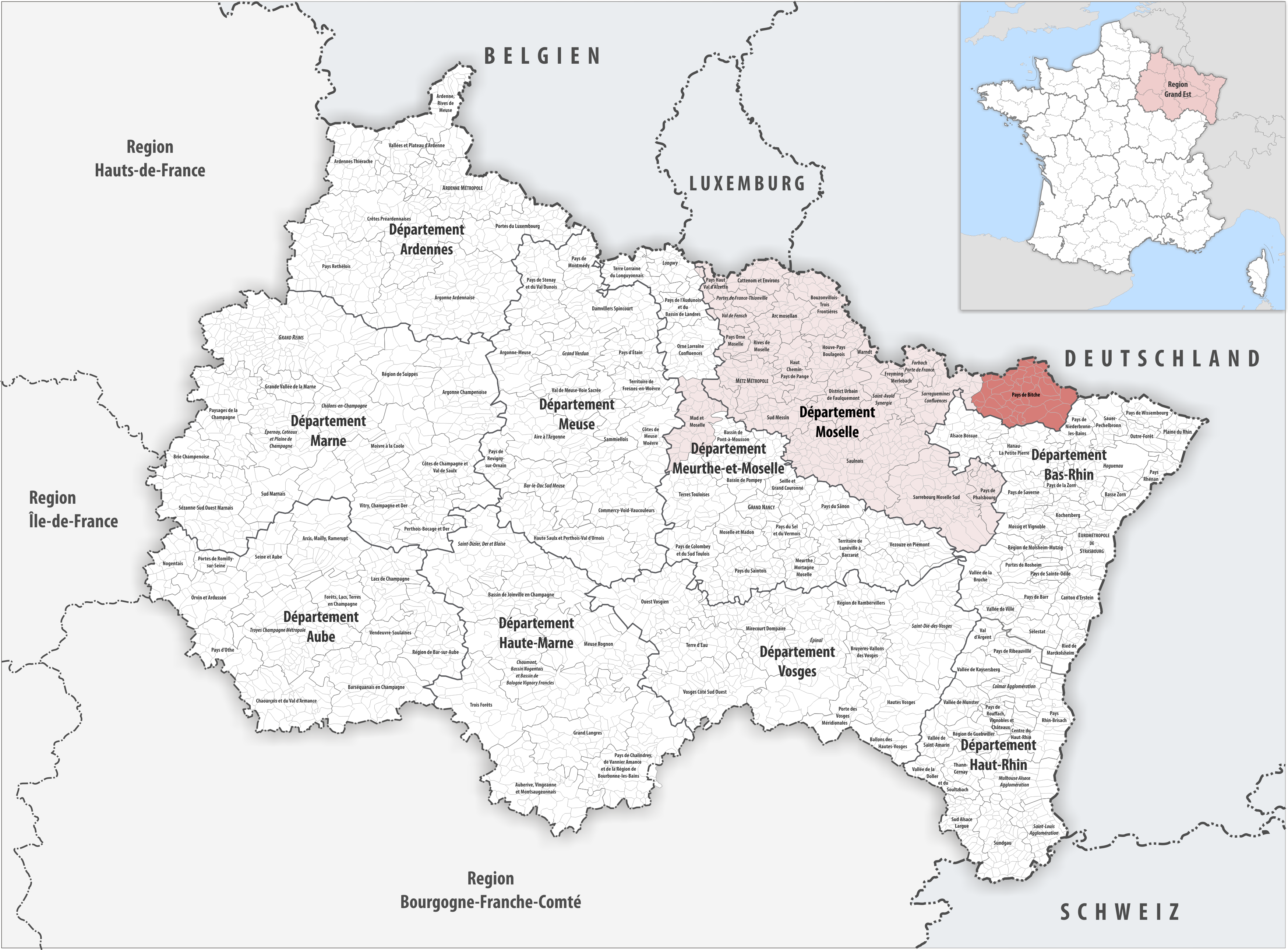
La communauté de communes du Pays de Bitche au sein du Grand Est.

### Communes membres duparc naturel régional des Vosges du Nord
- Baerenthal
- Bitche
- Bousseviller
- Breidenbach
- Éguelshardt
- Enchenberg
- Epping
- Erching
- Goetzenbruck
- Hanviller
- Haspelschiedt
- Hottviller
- Lambach
- Lemberg
- Lengelsheim
- Liederschiedt
- Loutzviller
- Meisenthal
- Montbronn
- Mouterhouse
- Nousseviller-lès-Bitche
- Obergailbach
- Ormersviller
- Philippsbourg
- Rahling
- Reyersviller
- Rolbing
- Roppeviller
- Saint-Louis-lès-Bitche
- Schweyen
- Siersthal
- Soucht
- Sturzelbronn
- Volmunster
- Waldhouse
- Walschbronn

## Administration
Le Conseil communautaire est composé de 52 délégués, dont 9 vice-présidents.
| Période          | Période      | Identité     | Étiquette | Qualité                        |
| ---------------- | ------------ | ------------ | --------- | ------------------------------ |
| 15 décembre 2009 | juillet 2020 | Francis Vogt | DVD       | Adjoint au maire de Bitche     |
| juillet 2020     | En cours     | David Suck   |           | Adjoint au Maire de Volmunster |

## Transports
La communauté de communes est devenue Autorité organisatrice de la mobilité (AOM).
Le pays de Bitche est traversé d’est en ouest par l’ex-RN 62 (RD 662 depuis 2006) reliant Haguenau à Deux-Ponts puis à Sarreguemines, et dont la portion Niederbronn — Bitche est construite entre 1824 et 1826.
La ligne de chemin de fer reliant Haguenau à Sarreguemines est construite entre 1866 et 1869. La section de Bitche à Niederbronn n’est plus desservie depuis 1996. La section de Bitche à Sarreguemines est également fermée, à la suite d'un glissement de terrain, depuis 2011.

### Impact énergétique et climatique

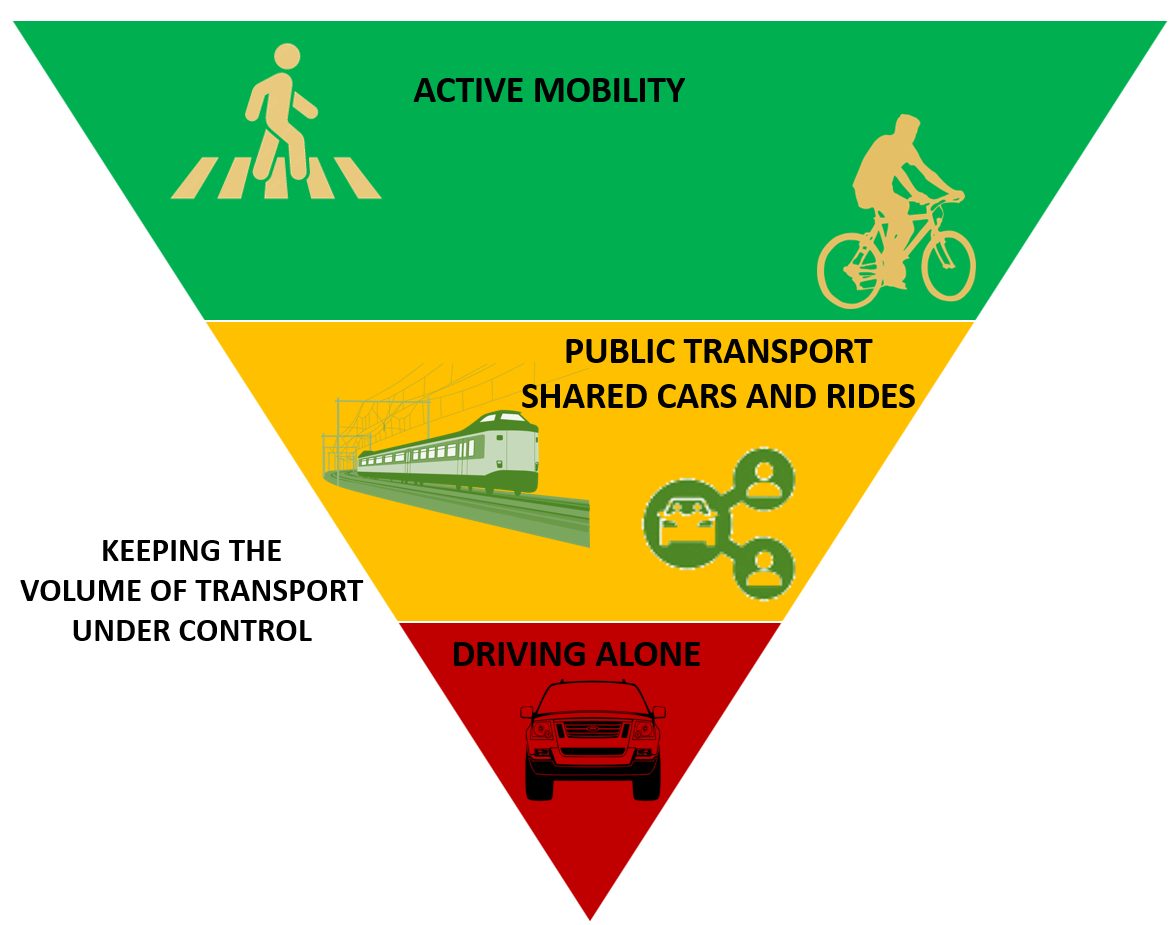
Pyramide de la mobilité, proposée par le projet européen Share North.

| -                              | Transports routiers | Autres transports |
| ------------------------------ | ------------------- | ----------------- |
| Carburant (GWh)                | 161                 | 0                 |
| Électricité (GWh)              | 0                   | 0                 |
| Gaz à effet de serre (ktéqCO2) | 41                  | 0                 |

## Énergie et climat
Dans le cadre du schéma régional d'aménagement, de développement durable et d'égalité des territoires (SRADDET) du Grand Est, ATMO Grand Est tient à jour les statistiques énergétiques  des établissements publics de coopération intercommunale de la collectivité européenne d'Alsace sous forme de diagramme de flux.
L'énergie finale annuelle, consommée en 2020, est exprimée en gigawatts-heures,.
| -                          | GWh |
| -------------------------- | --- |
| Électricité                | 139 |
| Carburants ou combustibles | 564 |
| Chaleur primaire           | 39  |

L'énergie produite en 2020 est également exprimée en gigawatts-heures.
| -                          | GWh |
| -------------------------- | --- |
| Électricité                | 16  |
| Carburants ou combustibles | 225 |
| Chaleur primaire           | 47  |

Les gaz à effet de serre sont exprimés en kilotonnes équivalent CO2.
| -                     | ktéqCO2 |
| --------------------- | ------- |
| Liées à l'énergie     | 116     |
| Non liées à l'énergie | 70      |

Depuis octobre 2022, la France alimente l'Allemagne en gaz à partir d'Obergailbach,.